# LoliRock
LoliRock este o serie de televiziune franceză animată produsă de Marathon Media și Zodiak Kids cu participarea France Télévisions și The Walt Disney Company France. A fost creată de David Michel și Jean Louis-Vandestoc și semnată de Madellaine Paxson. Aceasta a fost difuzată pentru prima dată în Franța, la 18 octombrie 2014, pe canalul France 3 și s-a extins la posturile de televiziune din Europa.
O interpretare unică a fetelor magice, serialul se concentrează pe un grup de adolescente care trăiesc vieți duble atât ca idoli cât și ca prințese, cu cele din urmă folosind puteri magice să lupte împotriva unei amenințări în continuă creștere.
În România serialul a avut premiera pe Disney Channel la data de 4 mai 2015.

## Intrigă
Iris este o adolescentă căreia îi place să cânte și să-i ajute pe alții. Cu toate acestea, când cântă, se întâmplă evenimente ciudate. Încurajată de cel mai bun prieten al ei, Nathaniel, Iris participă la audițiile pentru o trupă rock de fete, dar puterea ei distruge camera și ea este mai târziu atacată de doi străini. Jurații de la audiție, Talia și Auriana, vin să o ajute și îi explică că este de fapt o prințesă cu puteri magice care trebuie să salveze regatul Ephedia din ghearele lui Gramorr, care a preluat-o. Singura modalitate de a-l salva este de a-și stăpâni puterile și de a găsi pietrele oracolului Coroanei Regale din Ephedia, care sunt împrăștiate pe Pământ. De-a lungul seriei, cele trei fete încearcă să trăiască atât în rândul adolescenților obișnuiți, cât și al vedetelor rock din toată formația "LoliRock", în timp ce o antrenează pe Iris în secret și culeg pietrele. Dar când Gramorr îi trimite pe frații gemeni Praxina și Mephisto să se lupte cu ei și să cheme monștri pentru a provoca haos, fetele trebuie să lucreze împreună ca prințese războinice.
În sezonul 2, celor trei fete li s-au alăturat Carissa și Lyna, care, de asemenea, se transformă în prințese războinice, dar nu fac parte din grup. Fetele continuă să adune pietrele oracolului în timp ce îi ajută pe cei care au nevoie, dar Gramorr și gemenii răi continuă să devină mai puternici. Când găsesc ultima piatră din oracol, Iris se confruntă cu realitatea că trebuie să-și ia rămas bun de la Nathaniel și să se întoarcă în Ephedia, dar când Gramorr găsește piatra finală și este eliberat, fetele lucrează împreună să se confrunte cu el într-o ultima bătălie.

## Personaje

### Personaje principale
- Iris - Cântăreața-lider a trupei LoliRock, Iris este o fetiță de 15 ani care trăiește în Sunny Bay; ea are părul blond deschis, piele de culoare deschisă, ochi albaștri deschis, buze roz și pistrui. Ea este binevoitoare și dorește să-i ajute pe toți. Puterea ei este de a cânta care pare să încânte totul în jurul ei; această putere este râvnită de Gramorr. Ea are o pasiune pentru cel mai bun prieten al ei din copilărie, Nathaniel. După ce se întâlnește cu Talia și Auriana, ea descoperă că ea este prințesa coroanei din Ephedia, o împărăție magică, iar datoria ei este să găsească toate pietrele oracolului Coroanei Regale și să recupereze tronul Ephediei. Când se transformă cu ajutorul unui pandantiv, părul devine roz și hainele devin roz și are un simbol al inimii și un simbol al stelelor cu patru vârfuri.
- Talia - Ea cântă la voce și keytar (chitară cu claviatură) și, uneori, cântă la chitară în trupa de fete LoliRock. Are părul lung, de culoare brun închis, tip castron, piele întunecată și ochi de culoarea chihlimbarului. Ea este serioasă, bună și foarte inteligentă. Ca a doua prințesă a regatului Xeris, ea a fost închisă de Gramorr înainte de a se deplasa în căutarea prințesei din Ephedia cu ajutorul Aurianei. Elementul de transformare este o brățară; părul devine albastru și hainele ei devin albastre. Simbolul ei este diamantul.
- Auriana - Cântă vocal și la tramburină în trupa de fete LoliRock. Ea are părul roșcat în stil de coadă de cal, pielea tunsă și ochii verzi. E vioaie, jucăușă, înnebunită după băieți și un pic cu capul în nori, dar e o prietenă de încredere. Este prințesa din Volta. Elementul de transformare este un inel; părul și hainele sale se transformă în portocaliu strălucitor. Simbolul ei este semiluna.
- Amaru - O creatură cu blană movalie și albă, cu părul albastru închis și o coadă pufoasă. El are capacitatea de a se transforma într-un cal înaripat și de a transporta prințesele și dușmanii lor într-o arenă specială pentru a le permite prințeselor să lupte împotriva răului departe de orice civil.

### Antagoniști
- Lord Gramorr - Marele vrăjitor al haosului. Are părul verde-blond până la talie și ochi purpurii, poartă o coroană, precum și o mască care îi acoperă în întregime ochii, nasul și gura. După ce i-a trădat pe regele și regina regatului, Gramorr a preluat controlul asupra lui Ephedia. Cu toate acestea, pentru a obține controlul total al regatului, el trebuie să aibă coroana regală, care este protejată de o vrajă. El este astfel incapabil să părăsească zona castelului și trebuie să se bazeze pe Praxina și Mephisto pentru a-și face treaba. Are o panteră neagră cu roșu numită Banes.
- Praxina - Are părul lung de culoarea visiniu, care îi acoperă de obicei unul dintre ochi. Îi place să micșoreze oamenii, în special dușmanii ei și fratele ei geamăn, ultimul dintre care își amintește că s-a născut înainte. Are o personalitate foarte afirmată și adesea își conduce fratele în jur. Culoarea temei ei este roșu. Atacurile ei tind să fie demonstrații ale puterii brute cu explozii și monștri mari invocați.
- Mephisto - El și sora sa geamănă Praxina sunt trimiși pe Pământ de Gramorr pentru a împiedica prințesele să zădărnicească planurile stăpânului său cu orice preț . Are părul scurt de culoarea visiniu. Îi place să distrugă lucrurile, dar uneori acționează brânzet, incompetent și are o atenție scurtă. Culoarea temei lui este verde. Dintre cei doi, Mephisto preferă vrăji și trucuri elaborate și laudă cu privire la modul în care este un geniu.

### Personaje secundare
- Nathaniel - cel mai bun prieten din copilărie a lui Iris. Are părul scurt, cațel, maroniu. O cunoaște pe Iris la suflet și de multe ori o încurajează cu bunătate și puțin umor. El și Iris se zdrobesc unul pe celălalt. Nathaniel lucrează lamagazinul de smoothie pe care fetele îl frecventează.
- Mătușa Ellen - tutorele adoptiv a lui Iris, a avut grijă de ea de când era copil. Este o doamnă veselă căreia îi place să aibă grijă de grădina ei. La începutul seriei, ea îi primește pe Talia și Auriana ca studenți de schimb. În episodul din sezonul 2 „Un secret surprizător”, se dezvăluie că numele ei real este Ellira, o războinică ephediană și gardă de corp a părinților lui Iris, regele și regina, care are sarcina de a-și crește fiica prunc și de a o proteja pe Pământ de Lord Gramorr.
- Doug - Are părul blond și poartă de obicei o pălărie maro cu o bandă roz. Debutează în episodul 13, „Lilieci mici”. El este fanul numărul unu a trupei LoliRock și scrie un blog despre ele, trecând peste diferite lucruri și întâmplări despre ele. Doug poate fi credul uneori din cauza inocenței sale. A fost personaj secundar în sezonul 1 dar în sezonul 2 e personaj episodic.
- Missy Robins - rivala din copilărie a lui Iris care debutează în episodul 2 „Puterea Florilor”. Are părul negru-cenușiu și ochii galbeni-verzi. Fiind fiica primarului din Sunny Bay, ea acționează răsfățată și zadarnică. A fost personaj secundar în sezonul 1 dar în sezonul 2 e personaj episodic.
- Lyna - O prințesă din Borealis care debutează în „Acasă prima parte”. În starea ei de prințesă magică, are părul verde deschis. Este timidă, dar curajoasă, ușoară și sofisticată. Îi place ceaiul de cristal și este mândră că castelul ei a câștigat premii pentru cea mai frumoasă. Ea și Carissa au ajutat-o pe Izira să o elibereze de Gramorr și s-au alăturat mișcării sale de rezistență. Elementul ei de transformare este un știft de păr, iar simbolul ei este un -fleur de lys-. Arma ei este un chakram (inel), dar preferă să folosească levitație în vrăjile ei. La sfârșitul primului sezon, ea se alătură fetelor LoliRock de pe Pământ, unde are părul negru lung și drept, pielea medie și ochii violet. La fel ca și Carissa, nu face parte nici din trupă, nici nu locuiește cu ele la mătușa Ellen, dar apare în unele dintre episoade. Secvența ei de transformare este inspirată de Sailor Moon, în special Sailor Uranus și Sailor Neptune și sunt transformări mai scurte decât principalele trei fete din motive de producție și pentru că ar fi fost plictisitoare.
- Carissa - O prințesă din Calix care debutează în „Acasă prima parte”. În starea ei de prințesă magică, are părul purpuriu, iar violetul este, de asemenea, culoarea ei tematică generală. Îi place să-și arate abilitățile de luptă, îi place să aibă vânătăi și este concediată ori de câte ori luptă. După ce ea și Lyna o eliberează pe Izira, ea se alătură mișcării de rezistență a acesteia. Obiectul ei de transformare este o brățară pentru braț, iar simbolul ei este un trandafir compas. Arma ei este o pereche de bâte, iar ea preferă luptele din apropiere. La sfârșitul primului sezon, ea se alătură fetelor LoliRock de pe Pământ, unde are părul roșu-portocaliu îmbrăcat într-o panglică cu coadă de pește, pielea deschisă și ochii albaștri. La fel ca și Lyna, nu face parte nici din trupă, nici nu locuiește cu ele la mătușa Ellen, dar apare în unele dintre episoade.

### Personaje episodice
- Izira - sora mai mare a Taliei din regatul ephedian Xeris. Ea posedă o mare putere mistică și este considerată a fi o prințesă puternică, responsabilă și inteligentă. Talia și-a pierdut urma de la atacul lordului Gramorr asupra lui Xeris. Mai târziu, se dezvăluie că a fost închisă în fortăreața închisorii Krozak de pe Ephedia. Ea apare pentru prima dată în „Xeris”. Are părul alb, pielea închisă la culoare și ochii albaștri de dud. Se întoarce în episodul final al sezonului 1 „Acasă”, unde conduce o mișcare de rezistență împotriva lui Gramorr.
- Lev - Un hoț ephedian care apare inițial ca un prizonier al lui Gramorr în episoadele finale ale sezonului 1 și merge cu Iris când încearcă să scape din celulele lor. Cu toate acestea, în curând se dezvăluie că a lucrat de-a lungul timpului pentru Gramorr (întrucât el a fost cel mai mare ofertant) pentru a o determina să elibereze coroana. Creasta sa magică poartă simbolul unui vultur.

## Dublajul în limba română
Dublajul a fost realizat de studiourile Ager Film:
- Cătălina Chițan - Iris
- Tamara Roman - Talia
- Adina Lucaciu - Auriana
- Alina Teianu - Lyna, Missy Robbins, alte voci
- Isabela Neamțu - Carissa, Ellen/Elira, alte voci
- Damian Victor Oancea - Lord Gramorr
- Viorel Cojanu - Mephisto
- Anca Iliese - Praxina
- Cristian Neacșu - Nathaniel
- Lucian Ionescu - Doug, alte voci
- Viorel Ionescu - Lev, prezentatorul concertelor, alte voci
- Alexandra Badea - Izira (episoadele 6, 25-26, 48)
- Monica Pricob - Izira (episodul 52)
- Jennifer Dumitrașcu - alte voci
- Raul Stănulescu - alte voci

Traducerea: Diana Fota (sezonul 1), Lavinia Negoiță (sezonul 1), Alexandra Stoian (sezonul 2), Ioana Sandache (sezonul 2)
Regia: Viorel Ionescu
Inginer de sunet: Linda Șaitoș, Florin Dinu

## Episoade
| Sezoane | Sezoane | Episoade | Episoade | Difuzarea episoadelor                                  | Difuzarea episoadelor                              |
| Sezoane | Sezoane | Episoade | Episoade | Primul episod                                          | Ultimul episod                                     |
| ------- | ------- | -------- | -------- | ------------------------------------------------------ | -------------------------------------------------- |
|         | 1       | 26       | 26       | 18 octombrie 2014                                      | 29 aprilie 2016                                    |
|         | 2       | 26       | 26       | 5 ianuarie 2017 (Netflix) 13 februarie 2017 (France 4) | 5 ianuarie 2017 (Netflix) 2 martie 2017 (France 4) |

## Sezonul 1 (2014-16)
| Episodul | Titlu                                                                                | Premiera originală | Premiera în România |
| -------- | ------------------------------------------------------------------------------------ | ------------------ | ------------------- |
| 1        | "To Find a Princess" "L'audition" "În căutarea unei prințese"                        | 18 octombrie 2014  | 4 mai 2015          |
| 2        | "Flower Power" "Le mystère des fleurs" "Puterea florilor"                            | 1 noiembrie 2014   | 5 mai 2015          |
| 3        | "Be Mine" "Coup de foudre" "Fii a mea"                                               | 15 noiembrie 2014  | 6 mai 2015          |
| 4        | "The Birthday" "La prémonition" "Ziua de naștere"                                    | 10 ianuarie 2015   | 7 mai 2015          |
| 5        | "Sing for Me" "Une voix magique" "Cântă pentru mine"                                 | 31 ianuarie 2015   | 8 mai 2015          |
| 6        | "Xeris" "Xeris"                                                                      | 29 noiembrie 2014  | 11 mai 2015         |
| 7        | "Sirens" "Le trésor de l'épave" "Sirenele"                                           | 22 noiembrie 2014  | 12 mai 2015         |
| 8        | "Talia and Kyle Sitting in a Tree" "Amour double" "Talia și Kyle stau într-un copac" | 8 noiembrie 2014   | 13 mai 2015         |
| 9        | "A Promise is a Promise" "Promis juré!" "Când promiți, promiți"                      | 25 octombrie 2014  | 14 mai 2015         |
| 10       | "Lucky Star" "Une vie de star" "Steaua norocoasă"                                    | 15 aprilie 2016    | 23 noiembrie 2015   |
| 11       | "Step Right Up" "Sous une bonne étoile" "La carnaval"                                | 13 aprilie 2016    | 24 noiembrie 2015   |
| 12       | "No Thanks for the Memories" "Mémoire trouble" "Amintiri buclucașe"                  | 26 aprilie 2016    | 20 iunie 2015       |
| 13       | "Batty" "Peur du noir" "Lilieci mici"                                                | 6 decembrie 2014   | 15 mai 2015         |
| 14       | "Castles in the Sand" "Les pieds dans le sable" "Castele de nisip"                   | 21 aprilie 2016    | 25 noiembrie 2015   |
| 15       | "Stitches" "Cousu de fil noir" "Petice"                                              | 14 aprilie 2016    | 30 noiembrie 2015   |
| 16       | "Camp Princess" "Une nuit à la belle étoile" "Prințesa de tabără"                    | 13 noiembrie 2014  | 21 iunie 2015       |
| 17       | "Heavy Metal" "Guitare en solo" "Heavy Metal"                                        | 3 ianuarie 2015    | 22 iunie 2015       |
| 18       | "Legend of Lake Agnes" "La légende du lac Yness" "Legenda lacului Agnes"             | 18 aprilie 2016    | 3 decembrie 2015    |
| 19       | "Shanila Surprise" "Shanila" "Surpriza Shanila"                                      | 17 ianuarie 2015   | 23 iunie 2015       |
| 20       | "Raffle Battle" "Tombola Mania" "Lozul câștigător"                                   | 22 aprilie 2016    | 26 noiembrie 2015   |
| 21       | "Dance Craze" "Une Soirée Magique" "Febra dansului"                                  | 25 aprilie 2016    | 1 decembrie 2015    |
| 22       | "The Haunting" "La maison des ombres" "Bântuirea"                                    | 20 aprilie 2016    | 2 decembrie 2015    |
| 23       | "Spellbound" "Grimoire à vendre" "Vrăjit"                                            | 19 aprilie 2016    | 4 decembrie 2015    |
| 24       | "Smart" "La Menace Mobile" "Fete deștepte"                                           | 27 aprilie 2016    | 27 noiembrie 2015   |
| 25       | "Home, Part 1" "Ephedia (premiere partie)" "Acasă (prima parte)"                     | 28 aprilie 2016    | 7 decembrie 2015    |
| 26       | "Home, Part 2" "Ephedia (deuxieme partie)" "Acasă (partea a doua)"                   | 29 aprilie 2016    | 8 decembrie 2015    |

## Sezonul 2 (2017)
| Episodul | Titlu | Premiera originală                                                      | Premiera în România |
| -------- | --- | ----------------------------------------------------------------------- | ------------------- |
| 1        | "Musical Magical Tour" "Une Tournée Magique!" "Turneul muzical magic"                                       | 17 decembrie 2016 (French YouTube preview) 13 februarie 2017 (France 4) | 9 ianuarie 2017     |
| 2        | "If you can’t beat 'em" "La bonne action!" "Dacă nu îi poți învinge..."                                     | 21 decembrie 2016 (French YouTube preview) 13 februarie 2017 (France 4) | 10 ianuarie 2017    |
| 3        | "Puppylove" "Mordu D'Amour" "Iubire cu blăniță"                                                             | 24 decembrie 2016 (French YouTube preview) 14 februarie 2017 (France 4) | 11 ianuarie 2017    |
| 4        | "Super Cute Kitten" "Un chat trop chou?" "Pisicuța foarte drăguță"                                          | 28 decembrie 2016 (French YouTube preview) 14 februarie 2017 (France 4) | 12 ianuarie 2017    |
| 5        | "Wicked Red" "Loli-Rousse" "Roșcata malefică"                                                               | 5 ianuarie 2017 (Netflix) 15 februarie 2017 (France 4)                  | 13 ianuarie 2017    |
| 6        | "Blurred Vision" "Un message troublant" "Mesaj înșelător"                                                   | 5 ianuarie 2017 (Netflix) 15 februarie 2017 (France 4)                  | 16 ianuarie 2017    |
| 7        | "Princess Brenda Part I" "Recherche d'Identité, 1ère partie" "Prințesa Brenda (partea întâi)"               | 5 ianuarie 2017 (Netflix) 16 februarie 2017 (France 4)                  | 17 ianuarie 2017    |
| 8        | "Princess Brenda Part II" "Recherche d'Identité, 2ème partie" "Prințesa Brenda (partea a doua)"             | 5 ianuarie 2017 (Netflix) 16 februarie 2017 (France 4)                  | 18 ianuarie 2017    |
| 9        | "Cute as a Doll" "Une poupée singulière" "Ca o păpușică"                                                    | 5 ianuarie 2017 (Netflix) 17 februarie 2017 (France 4)                  | 19 ianuarie 2017    |
| 10       | "Amaru-niverse" "Multi-Amaru" "Amaru-niversul"                                                              | 5 ianuarie 2017 (Netflix) 17 februarie 2017 (France 4)                  | 20 ianuarie 2017    |
| 11       | "Rex" "Rex 2.0" "Rex"                                                                                       | 5 ianuarie 2017 (Netflix) 20 februarie 2017 (France 4)                  | 5 iunie 2017        |
| 12       | "Lost in the Shadows" "Dans l'ombre d'une star" "Pierdut printre umbre"                                     | 5 ianuarie 2017 (Netflix) 20 februarie 2017 (France 4)                  | 6 iunie 2017        |
| 13       | "I Want My LTV" "Silence on tourne…" "Îmi vreau LTV-ul"                                                     | 5 ianuarie 2017 (Netflix) 21 februarie 2017 (France 4)                  | 7 iunie 2017        |
| 14       | "Desert Heat" "Un artiste bien connu" "Inimă de deșert"                                                     | 5 ianuarie 2017 (Netflix) 21 februarie 2017 (France 4)                  | 8 iunie 2017        |
| 15       | "The Ruby of the Orient" "Le rubis de L'Orient" "Rubinul Orientului"                                        | 5 ianuarie 2017 (Netflix) 22 februarie 2017 (France 4)                  | 9 iunie 2017        |
| 16       | "Loli-Lime Sublime" "Le Loli-Smoothie" "Loli-Delicios cu lămâi"                                             | 5 ianuarie 2017 (Netflix) 22 februarie 2017 (France 4)                  | 12 iunie 2017       |
| 17       | "Truth Be Told" "Ellira" "Un secret surprinzător"                                                           | 5 ianuarie 2017 (Netflix) 23 februarie 2017 (France 4)                  | 13 iunie 2017       |
| 18       | "Dancing Shoes" "Un cours de danse particulier" "Pantofi de dans"                                           | 5 ianuarie 2017 (Netflix) 23 februarie 2017 (France 4)                  | 14 iunie 2017       |
| 19       | "Amateur Hour" "La baguette ensorcelée" "Magicianul Amator"                                                 | 5 ianuarie 2017 (Netflix) 24 februarie 2017 (France 4)                  | 15 iunie 2017       |
| 20       | "Strawberry Fields for Never" "La cueillette de cristal noir" "Căpșuni acum ori niciodată"                  | 5 ianuarie 2017 (Netflix) 24 februarie 2017 (France 4)                  | 16 iunie 2017       |
| 21       | "Stop in the Name of Lev Part I" "La trahison, 1ère partie" "Oprește-te în numele lui Lev (partea întâi)"   | 5 ianuarie 2017 (Netflix) 2 martie 2017 (France 4)                      | 25 decembrie 2017   |
| 22       | "Stop in the Name of Lev Part II" "La trahison, 2ème partie" "Oprește-te în numele lui Lev (partea a doua)" | 5 ianuarie 2017 (Netflix) 2 martie 2017 (France 4)                      | 26 decembrie 2017   |
| 23       | "Statue Game" "Le jeu des statues" "Stană de piatră"                                                        | 5 ianuarie 2017 (Netflix) 1 martie 2017 (France 4)                      | 27 decembrie 2017   |
| 24       | "Forget You!" "Tombée dans l'oubli" "Fără memorie!"                                                         | 5 ianuarie 2017 (Netflix) 27 februarie 2017 (France 4)                  | 28 decembrie 2017   |
| 25       | "Crowning Glory Part I" "L'heure de gloire, 1ère partie" "Pe muchie de coroană (partea întâi)"              | 5 ianuarie 2017 (Netflix) 28 februarie 2017 (France 4)                  | 29 decembrie 2017   |
| 26       | "Crowning Glory Part II" "L'heure de gloire, 2ème partie" "Pe muchie de coroană (partea a doua)"            | 5 ianuarie 2017 (Netflix) 28 februarie 2017 (France 4)                  | 30 decembrie 2017   |